# The Flying Saucers Are Real
The Flying Saucers Are Real (tạm dịch: Đĩa bay có thật) của Donald Keyhoe, là cuốn sách điều tra nhiều cuộc chạm trán giữa máy bay chiến đấu, nhân viên, phi công và các máy bay khác của Không quân Mỹ và UFO từ năm 1947 đến năm 1950.

## Tóm lược
Sách do nhà xuất bản Gold Medal Books ấn hành bản bìa mềm vào năm 1950, và được bán với giá 25 xu. Tháng 12 năm 1949, trước khi xuất bản cuốn sách, Keyhoe đã cho đăng một bài báo cùng tên trên tạp chí True, với tài liệu tương tự. Cuốn sách đã thành công vang dội và phổ biến nhiều ý tưởng trong ngành UFO học mà ngày nay vẫn được tin tưởng rộng rãi.
The Flying Saucers Are Real nhìn chung khá ngắn — chừng 175 trang. Keyhoe dám chắc rằng Không quân đang điều tra những trường hợp chạm trán cự ly gần này, với chính sách che giấu sự tồn tại của chúng với công chúng cho đến năm 1949. Ông tuyên bố rằng chính sách này sau đó được thay thế bằng một trong những tiết lộ thận trọng, tiến bộ hơn.
Keyhoe nói thêm rằng Trái Đất từng được người ngoài hành tinh viếng thăm trong suốt hai thế kỷ vừa qua, với tần suất những chuyến thăm này tăng mạnh sau vụ thử vũ khí nguyên tử đầu tiên vào năm 1945. Trích dẫn bằng chứng mang tính giai thoại, ông nói rằng Lực lượng Không quân có thể đã đạt được và điều chỉnh một số khía cạnh của công nghệ ngoài hành tinh, phương pháp đẩy và có lẽ là nguồn năng lượng của nó. Ông tin rằng Không quân hoặc chính phủ liên bang Hoa Kỳ cuối cùng sẽ tiết lộ những công nghệ này cho công chúng khi Liên Xô không còn là mối đe dọa nữa.

## Đón nhận
"Cuốn sách Flying Saucers Are Real của Keyhoe... là nỗ lực có ảnh hưởng đầu tiên nhằm thúc đẩy ý tưởng coi "đĩa bay" là tàu vũ trụ của người ngoài hành tinh." Một bản nhại mơ hồ cuốn sách của Keyhoe và các báo cáo về trường hợp nhìn thấy UFO và các vụ người ngoài hành tinh bắt cóc là The Flying Saucers Are Very Very Real (2016).